# Prijetje Jezusa (Caravaggio)
Prijetje Jezusa (italijansko: Presa di Cristo nell'orto ali Cattura di Cristo) je slika o aretaciji Jezusa, ki jo je naslikal italijanski baročni mojster Michelangelo Merisi da Caravaggio. Leta 1602 jo je naročil rimski plemič Ciriaco Mattei, nahaja pa se v Narodni galeriji Irske v Dublinu.

## Opis
Na sliki je sedem figur: od leve proti desni so Janez, Jezus, Juda, trije vojaki (eden najbolj oddaljen na desni, komaj viden zadaj) in moški, ki na prizorišču drži luč. Stojijo in so upodobljene le zgornje tri četrtine njihovih teles. Juda je pravkar poljubil Jezusa, da bi ga identificiral vojakom. Figure so razporejene pred zelo temnim ozadjem, kjer je postavitev zakrita. Glavni vir svetlobe na sliki ni razviden, prihaja pa zgoraj levo; manjši vir svetlobe je luč, ki jo drži moški na desni (domneva se, da je Caravaggiov avtoportret; verjetno tudi, da predstavlja sv. Petra, ki je Jezusa najprej izdal tako, da ga je zanikal, nato pa je prinesel luč Jezusa svetu). Skrajno levo beži moški (sv. Janez); roke ima dvignjene, usta so odprta, dahne, plašč vihra in ga vojak grabi nazaj. Beg prestrašenega Janeza je nasprotje z vhodom umetnika; strokovnjaki trdijo, da Caravaggio poudarja, da tudi grešnik tisoč let po vstajenju bolje razume Jezusa kot njegov prijatelj.
Dve najbolj zmedeni podrobnosti slike sta dejstvo, da se Jezusova in sv. Janezova glava v zgornjem levem kotu vizualno zlijeta in drugič dejstvo, da je v osrednjem delu platna in v najpomembnejši ravnini slike izrazito navzoča močno polirana, kovinsko oblečena roka aretirajočega častnika. Glede podrobnosti polirane kovinske roke vojaka v sredini slike Franco Mormando predlaga, da je umetnik mislil, da služi kot ogledalo, ogledalo samorefleksije in preizkušanja vesti (na primer v Caravaggiovi Marta in Marija Magdalena v Detroitu): tako kot mnogi duhovni pisci in pridigarji tega obdobja tudi umetnik »vabi svoje gledalce, naj se vidijo v Judovem vedenju« z lastnimi vsakdanjimi izdajami Jezusa, to je s pomočjo svojih grehov.

## Izvor
Osrednja skupina, ki jo sestavljajo Jezus, Judež in vojak z iztegnjeno roko, spominja na lesorez iz leta 1509 Albrechta Dürerja iz njegove serije Mali pasijon.

## Izgubljena in ponovno odkrita
Do konca 18. stoletja naj bi slika izginila, njeno nahajališče pa je ostalo neznano približno 200 let. Leta 1990 je bila izgubljena mojstrovina Caravaggia prepoznana v rezidenci Družbe Jezusove v Dublinu na Irskem. Ponovno odkritje je bilo objavljeno novembra 1993.
Slika je visela v jedilnici dublinskih jezuitov od zgodnjih 1930-ih, vendar je že dolgo veljala za kopijo izgubljenega izvirnika Gerarda van Honthorsta, znanega tudi kot Gherardo delle Notti, enega od nizozemskih privržencev Caravaggia. Ta napačna atribucija je bila narejena že v času, ko je bila slika v lasti rimske družine Mattei, katere prednik jo je prvotno naročil. Leta 1802 so ga Mattei kot Honthorstovo delo prodali Williamu Hamiltonu Nisbetu, v domu katerega na Škotskem je visela do leta 1921. Kasneje v tem desetletju, še vedno neprepoznana, kakršna je bila, je bila slika prodana irskemu pediatrinji, Marie Lea-Wilson, ki jo je na koncu v 1930-ih podarila jezuitskim očetom v Dublinu, v zahvalo za podporo po streljanju na njenega moža, kapetana Percivala Lea-Wilsona, okrožnega inšpektorja v kraljevem irskem kontabulariju v Goreyju, okrožje Wexford, Irske republikanske vojske 15. junija 1920.
Slika Prijetje Jezusa je ostala v lasti dublinskih jezuitov približno 60 let, dokler jo v začetku 1990-ih ni opazil in priznal Sergio Benedetti, višji konzervator Irske narodne galerije, ki ga je oče Noel Barber, S.J. prosil, da preuči številne slike v jezuitski skupnosti Leeson Street (od katerih je bil boljši Barber) za namene restavriranja. Ko so bile odstranjene plasti umazanije in razbarvanega laka, je bila razkrita visoka tehnična kakovost slike in je bila začasno opredeljena kot izgubljena slika Caravaggia. Velik del zaslug za preverjanje pristnosti te slike pripada Francesci Cappelletti in Lauri Testa, dvema podiplomskima študentoma na rimski univerzi. Med dolgim obdobjem raziskav so našli prvo zabeleženo omembo Jezusa, v starodavni in propadajoči knjigi računov, v kateri so bili dokumenti o prvotnem naročilu in plačilih Caravaggiu, v arhivu družine Mattei, hranjeni v kleti palače v mestecu Recanati.
Sliko je jezuitska skupnost Leeson Street v Dublinu za nedoločen čas posodila Nacionalni galeriji Irske, ki priznava prijazno radodarnost dr. Marie Lea-Wilson. V ZDA je bila razstavljena kot osrednji del razstave z naslovom Svetniki in grešniki leta 1999, ki jo je pripravil Franco Mormando v Muzeju umetnosti McMullen na Bostonskem kolidžu  in na razstavi Rembrandt / Caravaggio leta 2006 v. muzej van Gogha, Amsterdam. Leta 2010 je bila od februarja do junija razstavljena v Scuderie del Quirinale v Rimu, za 400. obletnico Caravaggijove smrti. Leta 2016 je bila razstavljena v Narodni galeriji v Londonu.

## Kopije
Obstaja vsaj 12 znanih kopij te slike. Sem spadajo ena v muzeju stolnice Sucre in kolidžu sv. Beda v Manchestru ter ena nekdanje zbirke Walter P. Chrysler Jr. ref>Benedetti (November 1993) p.731 fn.6</ref>
Muzej zahodne in vzhodne umetnosti v Odesi (Ukrajina) ima kopijo Prijetje Jezusa, za katero verjamejo, da je originalna kopija, ki jo je izdelal sam Caravaggio. Sliko so muzeju ukradli leta 2008 in jo našli v Nemčiji. Po restavriranju in raziskavah so ukrajinski in ruski znanstveniki trdili, da gre za kopijo, ki jo je Giovanni di Attili izdelal za Asdrubale Matteija, brata lastnika izvirnika - Ciriaca Matteija. Računovodske knjige Asdrubala za to delo zabeležijo plačilo 12 skudov leta 1626.

### Različica Sannini: domnevni izvirnik
Na različico v lasti družine Sannini iz Firenc je leta 1943 postal pozoren Roberto Longhi, ki jo je imel za kopijo. Leta 2003 se je prodajalec Mario Bigetti, ki je sumil da gre za original, odločil, da jo kupi. Posvetoval se je z Marijo Letizijo Paoletti, ki je trdila, da je veliko število pentimentov, vidnih pod rentgenskimi posnetki, dokazalo, da je slika originalna. Sir Denis Mahon, ki je leta 1993 potrdil verodostojnost dublinske različice, je leta 2004 izjavil, da je Sanninijeva različica Caravaggiov original, da pa je verzija iz Dublina kopija samega Caravaggia. To je februarja 2004 spodbudilo komentarje v irskih in britanskih medijih. Sanninijeva različica je bila predmet pravnega spora in je bila odvzeta uradno v hrambo, kjer je Maurizio Seracini pri analizi pigmenta ugotovil 'neapeljsko rumeni', ki pa jo slikarji niso  poznali pred letom 1615. Seracini je dejal, da to dokazuje, da ni original; Paoletti se ni strinjal. Knjiga Jonathana Harra o dublinski sliki sprejema Seracinijev argument, medtem ko Michael Daley iz ArtWatch ni bil prepričan.

## V popularni kulturi
- Prikimali so najdbi Caravaggiove Prijetje Jezusa v filmu Ordinary Decent Criminal , v katerem je igral Kevin Spacey.
- The Hands of Caravaggio, album iz leta 2001 skupine elektro-akustične improvizacije M.I.M.E.O. je navdihnila slika.
- Slika je bila predmet posebnega velikonočnega programa leta 2009 v seriji BBC Zasebno življenje mojstrovine (The Private Life of a Masterpiece).
- Mel Gibson je dejal, da je cilj kinematografije v Kristusov pasijon posnemati Caravaggiov slog. Scena aretacije v filmu uporablja podobno perspektivo, osvetlitev in postavitev figur kot slika v trenutku, ko vojaki primejo Jezusa.
- Slika je bila uporabljena kot kandidat za natečaj RTÉ, ki je iskal 'Irsko najljubšo sliko'.